# Св. св. Борис и Глеб (Гродно)
 Тази статия е за църквата в Гродно.  За други значения вижте Св. св. Борис и Глеб (пояснение).  
„Св. св. Борис и Глеб“ (на беларуски: Царква Св. Барыса и Глеба, Каложка царква) е най-старата съществуваща структура в Гродно, Беларус. Това е единственият оцелял паметник на древната Чернорусинска архитектура, отличаващ се от другите православни църкви с широко използване на полихромни фасетирани камъни със син, зелен или червен оттенък, които могат да бъдат подредени така, че да образуват кръстове или други фигури на стената.
Църквата е кръстокуполна сграда, поддържана от шест кръгли колони. Отвън е съчленена с изпъкнали пиластри, които както и самата сграда имат заоблени ъгли. Преддверието съдържа хорова таванска стая, достъпна по тясна стълба в западната стена. В стените на страничните апсиди са открити още две стълби с неясна цел. Подът е облицован с керамични плочки, образуващи декоративни шарки. Интериорът е облицован с вградени стомни, които обикновено служат в източноправославните църкви като резонатори, но в този случай са използвани, за да произведат декоративни ефекти. Поради тази причина централният наос никога не е бил изписван.

## История
Църквата е построена преди 1183 г. и е оцеляла непокътната до 1853 г., когато южната стена се срутва поради опасното си местоположение на високия бряг на река Неман. По време на реставрационни работи, някои фрагменти от стенописи от 12 век са открити в апсидите от архитектурния историк Василий Грязнов. Останки от четири други църкви в същия стил, украсени със стомни и цветни камъни вместо стенописи, са открити в Гродно и Волковиск. Всички те датират от началото на 13 век, както и останките от първия каменен дворец в Стария замък Гродно.
През 2004 г. църквата е включена в предварителния списък на обектите на ЮНЕСКО за световно наследство.